# Устинов Семен Іванович
Устинов Семен Іванович  (5.09.1912 — 29.09.1944) — радянський офіцер, учасник Радянсько-німецької війни, командир стрілецького взводу 3-го стрілецького батальйону 241-го гвардійського стрілецького полку 75-ї Бахмацької двічі Червонозоряної ордена Суворова гвардійської стрілецької дивізії 30-го стрілецького корпусу 60-ї Армії Центрального фронту, Герой Радянського Союзу (17.10.1943), гвардії молодший лейтенант.

## Біографія
Народився 5 вересня 1912 року у селі Прудська Слобода, зараз с. Прудська Михайлівського району Рязанської області, РФ. Закінчив 4 класи школи.
В Червоній Армії з грудня 1941 року. Закінчив курси молодших лейтенантів. З березня 1943 року командир взводу 3-го стрілецького батальйону 241-го гвардійського стрілецького полку 75-ї гвардійської стрілецької дивізії.
Особливо відзначився при форсуванні ріки Дніпро на північ від Києва у вересні 1943 року, в боях при захваті і утриманні плацдарму в районі сіл Глібівка и Ясногородка (Вишгородський район Київської області) на правому березі Дніпра. В нагородному листі командир 241-го гвардійського стрілецького полку гвардії підполковник М. П. Бударін написав, що 24.9.1943 року Устинов зі своїм взводом одним з перших форсував Дніпро і з ходу вступив у бій з противником. Відбив 8 контратак, чим забезпечив подальше форсування Дніпра частинами полку. В цьому бою особисто сам знищив 20 гітлерівців.
Указом Президії Верховної Ради СРСР від 17 жовтня 1943 року за мужність і героїзм, проявлені при форсуванні Дніпра і утриманні плацдарму гвардії молодшому лейтенанту Устинову Семену Івановичу присвоєно звання Героя Радянського Союзу з врученням ордена Леніна і медалі «Золота Зірка».
Бере участь у звільненні України і Білорусі, потім в Ризькій операції. Устинов С. І. загинув в бою на теренах Цесиського району Латвії 29 вересня 1944 року.
Похований у с. Вісендорф Цесиського району, Латвія (за іншими даними — на хуторі Мадлени Цесиського району).

## Нагороди
- Медаль «Золота Зірка» № ---- Героя Радянського Союзу (17 жовтня 1943)
- Орден Леніна